# Реча (Мехедінць)
Реча (рум. Recea) — село у повіті Мехедінць в Румунії. Входить до складу комуни Пунгіна.
Село розташоване на відстані 253 км на захід від Бухареста, 40 км на південний схід від Дробета-Турну-Северина, 71 км на захід від Крайови.

## Населення
За даними перепису населення 2002 року у селі проживала 1091 особа.
Національний склад населення села:
| Національність | Кількість осіб | Відсоток |
| -------------- | -------------- | -------- |
| румуни         | 661            | 60,6%    |
| цигани         | 428            | 39,2%    |

Рідною мовою назвали:
| Мова      | Кількість осіб | Відсоток |
| --------- | -------------- | -------- |
| румунська | 700            | 64,2%    |
| циганська | 390            | 35,7%    |